# Makwaya
Makwaya is een Zuid-Afrikaanse muziek- en dansvorm. Later heeft deze zich ook verbreid naar de buurlanden, met name naar Mozambique en in mindere mate naar Zimbabwe.

## Oorsprong
De oorsprong van Makwaya ligt in kerkelijke liederen uit Engeland en de Verenigde Staten die gezongen werden in de kolonies Natal en Oost-Kaap. Jongeren uit de kerkelijke scholen mengden deze melodieën met traditionele pentatonische Afrikaanse liederen en ritmes uit de ragtime. Ook voegden zij teksten toe in het Zoeloe.
In de jaren 20 was Makwaya populair bij groepen uit de steden die zich verzetten tegen de rassenscheiding. Zo schreef R.T. Caluza in deze muziekvorm het lied iLand Act, waarin hij protesteerde tegen de ongelijke landverdeling. Later werd dit lied gezien als de eerste hymne van het Native National Congress, een voorloper van het Afrikaans Nationaal Congres.
In de oorspronkelijke vorm zijn er in de Makwaya geen muziekinstrumenten, maar wordt de melodie slechts begeleid met handgeklap. Bij de dans dragen de mannen vaak westerse kleding: een colbert met stropdas.

## Mozambique
Al snel verspreidde de muziekvorm zich naar de toenmalige Portugese kolonie Mozambique. Eerst werd ze vooral meegenomen door zendelingen die vanuit Zuid-Afrika in dit gebied opereerden. Bovendien werden in die periode veel Afrikanen uit de provincie Sofala door de Portugezen gedwongen te werken op de suikerrietplantages. Zij vluchtten naar Zuid-Afrika om daar in de mijnen te werken. Bij terugkomst namen zij de Makwaya mee.
In Mozambique wordt de Makwaya vooral uitgevoerd in de districten Buzi, Machanga en Chibabava in het zuiden van de provincie Sofala. Meestal wordt het hier gespeld als Makwaia. Hier heeft het zich getransformeerd onder de invloed van lokale dansvormen. Zo wordt zij nu op instrumenten gespeeld. De belangrijkste zijn de volgende:
- Lida: grote trommel. Het woord is afkomstig van het Engelse woord leader ("leider").
- Sapulana: tweede trommel. Het woord is afkomstig van het Portugese woord soprano ("sopraan").
- Nathema: deze trommel speelt het "antwoord" op het basisritme.
- Zivhana zivhiri: de overige trommels
- Goxa: een soort ratelaars gemaakt van gedroogde mangopitten die aan de enkels van de dansers worden bevestigd

Ook de kleding is onder de invloed van plaatselijke gebruiken veranderd. Zo dragen de vrouwen het traditionele Mozambikaanse kleed de capulana, en een hoofddoek. Mannen dragen geen westerse kleding meer, en soms een traditionele rieten rok. De Makwaya wordt vooral uitgevoerd bij kerkelijke feesten, met name bij bruiloften. Steeds meer wordt de dans ook bij seculiere gelegenheden uitgevoerd, bijvoorbeeld op culturele festivals.